# صحرا (فیلم ۱۹۱۹)
«صحرا» (انگلیسی: Sahara) یک فیلم است که در سال ۱۹۱۹ منتشر شد. از بازیگران آن می‌توان به لوئیز گلام و مت مور اشاره کرد.